# 結核分枝桿菌
結核分枝桿菌简称結核桿菌、结核菌，是引起结核病的主要病原菌，属專性需氧微生物，为细长略弯曲的杆菌，能产生丝状分枝，故而得名。结核菌有荚膜、无鞭毛、无芽孢。
结核菌生长最适温度为37℃，低于30℃不生长，其细胞壁的脂质含量较高，影响营养物质的吸收，生长极其缓慢。具有抗酸性（抗酸染色阳性），需特殊营养方可生长，常使用罗氏培养基（Lowenstein-Jensen medium，LJ medium）。
结核菌可侵犯全身各器官，但以侵犯肺脏最多见，称为肺结核病（肺结核）。 其他侵犯肺脏以外的其他部位，统称为肺外结核病，例如侵犯脑膜叫脑膜结核，侵犯骨骼叫骨结核，侵犯肾叫肾结核等。肺结核病占各种类型结核病的80%以上，且肺结核是结核病传染的主要类型。
1882年德国微生物學家罗伯·柯霍在柏林宣告它是結核病的病原體。他憑着此發現獲得了1905年诺贝尔生理学或医学奖。
结核分枝杆菌复合群（Mycobacterium tuberculosis complex，MTBC）是一群基因组高度同源、可引起结核病的分枝杆菌。包括：结核分枝杆菌、牛分枝杆菌、非洲分枝杆菌、田鼠分枝杆菌等等。其中结核分枝杆菌、牛分枝杆菌、非洲分枝杆菌为引起人类结核病的主要病原菌。

## 外部連結
- 微生物免疫學-Mycobacterium tuberculosis(結核分枝桿菌) （页面存档备份，存于）
- TB database: an integrated platform for Tuberculosis research （页面存档备份，存于）
- Photoblog about Tuberculosis
- . NCBI Taxonomy Browser.
- Database on Mycobacterium tuberculosis genetics （页面存档备份，存于）